# Антоні Обаме
Антоні Обаме  (фр. Anthony Obame, 10 вересня 1988) — габонський тхеквондист, олімпійський медаліст.

## Виступи на Олімпіадах
| Олімпіада   | Дисципліна            | Місце |
| ----------- | --------------------- | ----- |
| Лондон 2012 | Тхеквондо понад 80 кг | 2     |
| Ріо 2016    | Тхеквондо понад 80 кг | 11    |
| Токіо 2020  | Тхеквондо понад 80 кг | 11    |